# Nico Schrier
Nicolaas (Nico) Schrier (Den Haag, 27 juli 1900 – Haarlem, 31 juli 1989) was een Nederlandse glazenier, graficus, schilder en mozaïekkunstenaar.

## Leven en werk
Schrier was een natuurlijke zoon van Lamberdina Jacoba Schrier. Hij trouwde in 1923 met de kunstnaaldwerkster Helena Agatha Elisabeth (Lena) Stokhuijzen, zij scheidden in 1931. Hij hertrouwde met Johanna Cornelia Maria Hoedjes.
Schrier werd opgeleid aan de School voor Bouwkunde, Versierende Kunsten en Kunstambachten in Haarlem (1914-1918) en was vervolgens werkzaam als grafisch ontwerper op het atelier van Herman Heuff. Hij ontwierp onder meer affiches, advertenties en boekbanden. Later werkte hij enige tijd in de ateliers van Willem Bogtman en Mathé van der Weiden.  Hij vervolgde zijn opleiding aan de kunstnijverheidsschool in München en volgde er een avondcursus aan de Academie (1921-1923). In 1923 begon hij een eigen atelier voor decoratieve kunst in de Zomerluststraat 22 in Haarlem. In 1926 ging hij een samenwerking aan met Huib de Ru (1902-1980), die ook bij Bogtman had gewerkt. In hun atelier De Vonk (vanaf 1935 Atelier Schrier en De Ru) werden glas-in-loodramen, wandschilderingen en mozaïeken vervaardigd. In 1946 werd de samenwerking ontbonden en gingen De Ru en Schrier zelfstandig verder.
Schrier ontwierp onder meer al het glas-in-loodwerk in de Koningkerk aan de Kloppersingel 55 in Haarlem. Deze ramen gingen in een grote brand verloren. Ook in de Witte Kerk in Bergen zijn de glas-in-loodramen ontworpen door Schrier. Zijn laatste raam maakte hij voor de schoonouders van zijn zoon, voor een kerk in Arva (Ontario, Canada). Hij was lid van Kunst Zij Ons Doel.
De kunstenaar overleed enkele dagen na zijn 89e verjaardag.

## Werken (selectie)
- 1928 raam voor het Provinciaal Waterleidingbedrijf in Bloemendaal
- 1933 raam voor de Openbare Bibliotheek in Hilversum
- 1937 raam 'De engel' voor de aula van begraafplaats Den en Rust in Bilthoven
- 1941-1959 acht ramen voor de Hervormde kerk in Santpoort
- 1948 raam voor de Hervormde kerk in Erichem
- 1949 gedenkraam in het gemeentehuis (Westerbork)
- 1952 gedenkraam in het gemeentehuis (Vught)
- 1952 raam voor de Gemeentereiniging in Amsterdam
- 1953 raam voor de Gemeentewaterleiding in Amsterdam
- 1953 raam voor de Indonesische ambassade in Brussel
- raam voor Tabakswinkel Jan van der Pigge, Grote Houtstraat 81, Haarlem

## Afbeeldingen

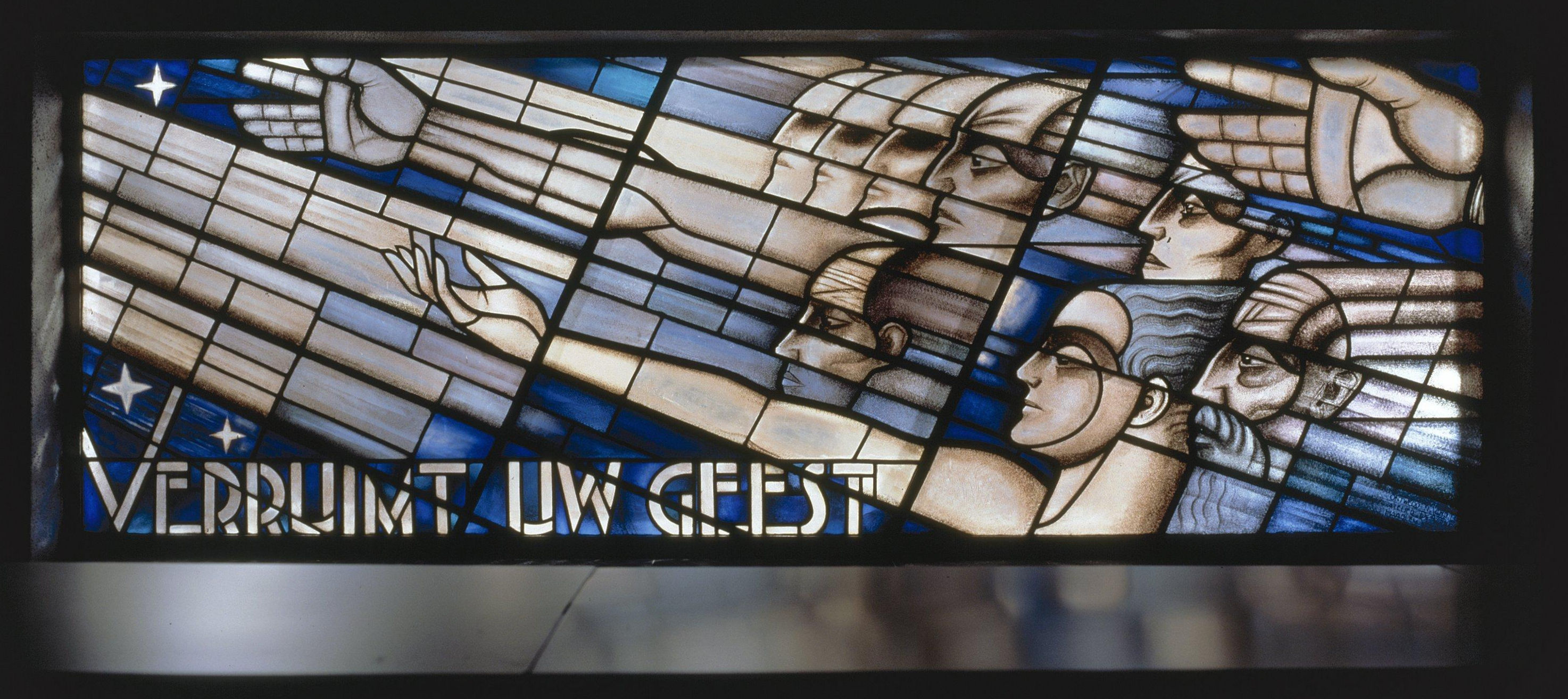
Bibliotheek in Hilversum
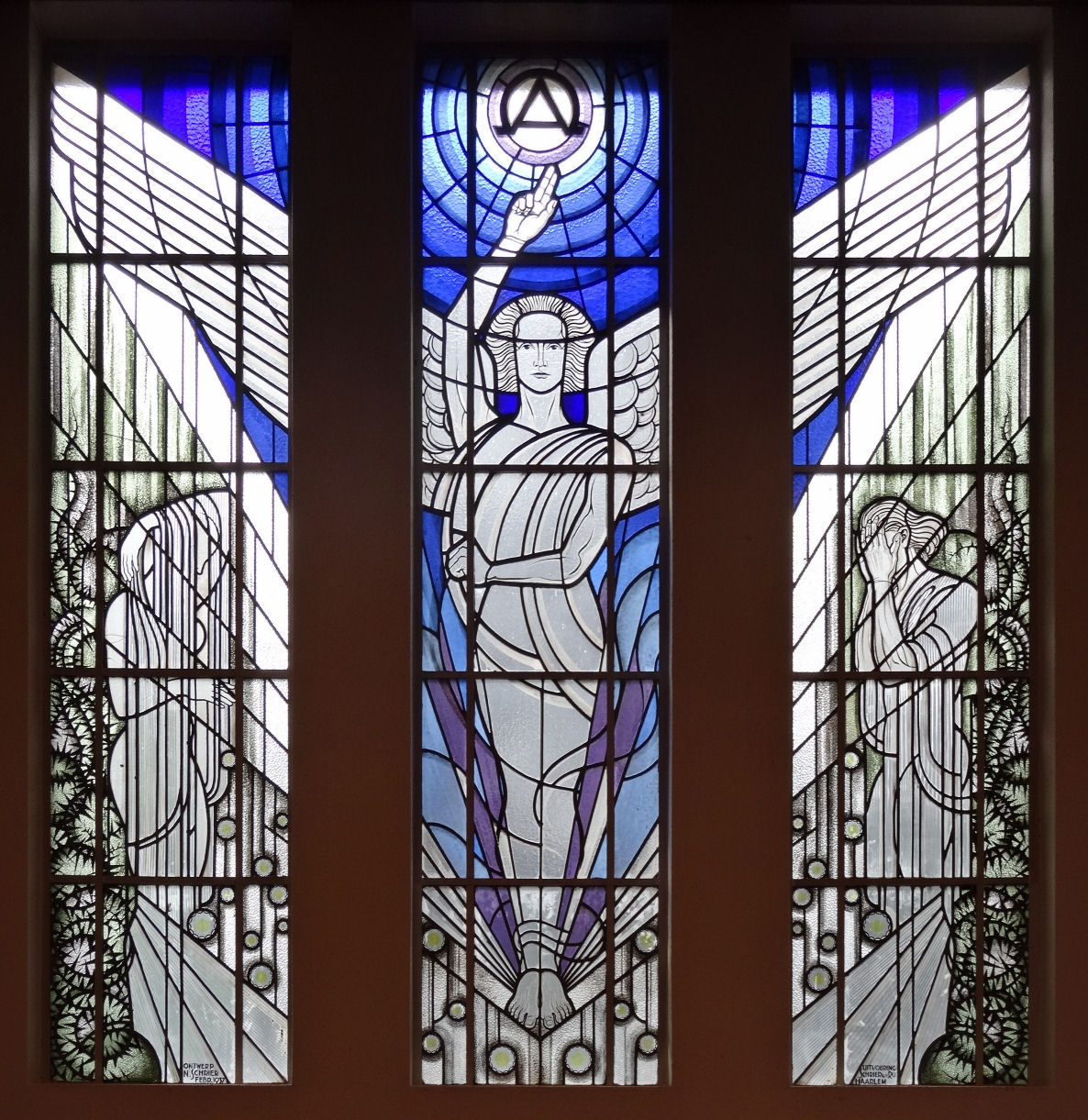
De engel (1937)
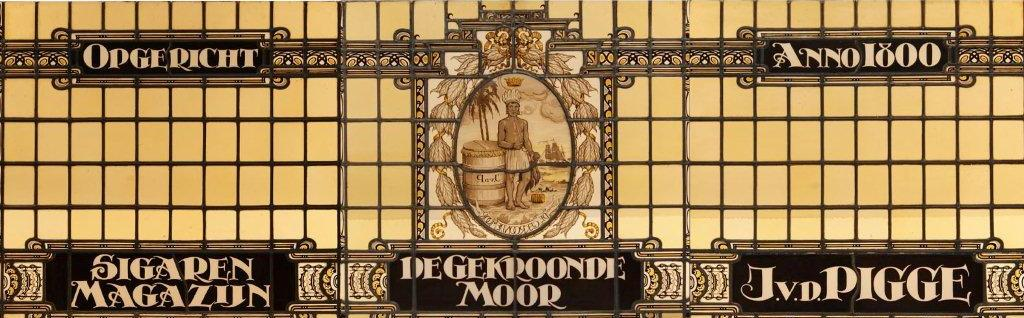
Tabakswinkel Jan van der Pigge
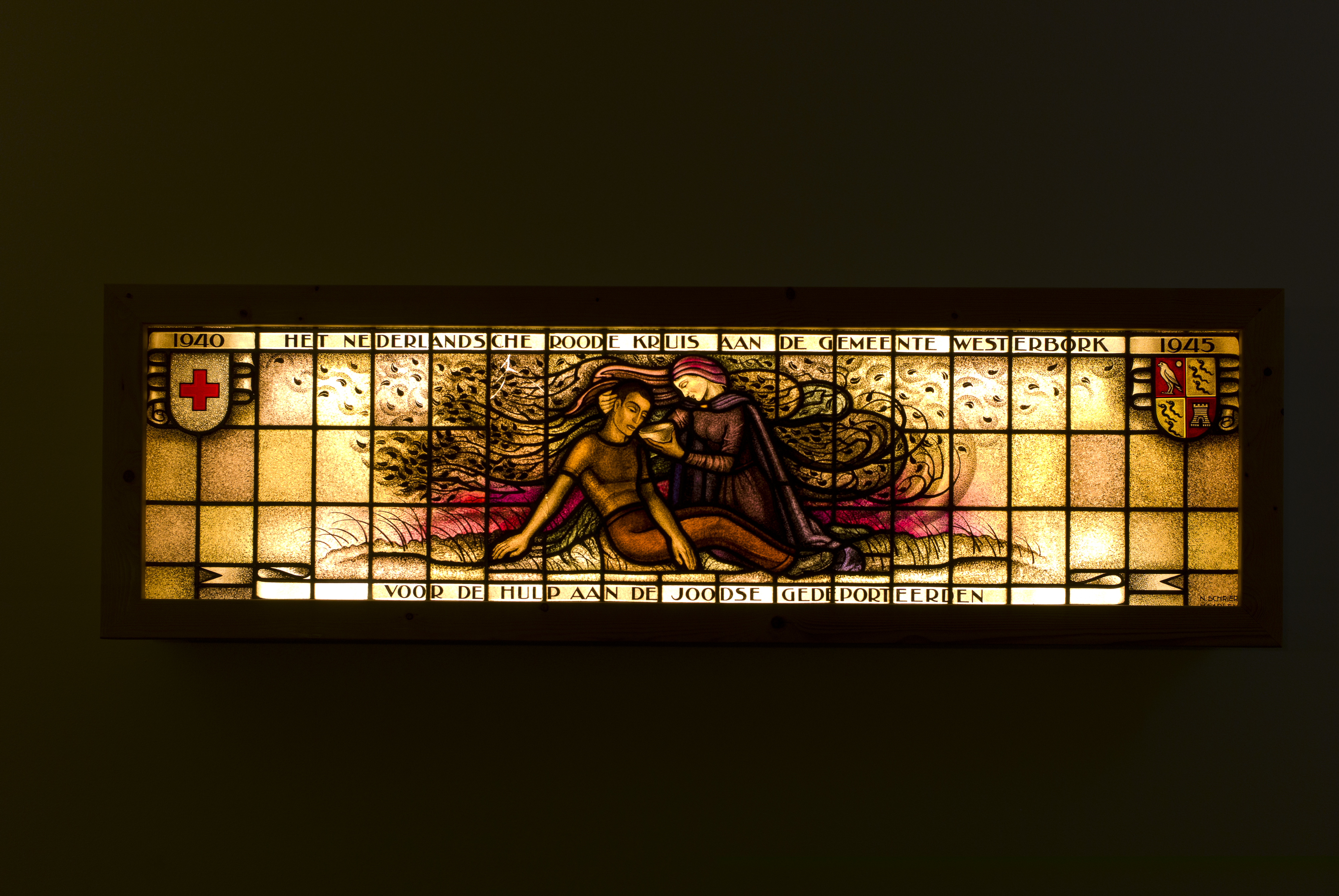
Gedenkraam Westerbork